# Barthe
Die Barthe ist ein 34,75 km langer Fluss in Mecklenburg-Vorpommern. Sie entspringt im Borgwallsee bei Stralsund in Vorpommern, fließt dann westlich bis Altenhagen, um von dort in nördliche Richtung bis zur Stadt Barth zu fließen, wo sie in den Barther Bodden mündet. Das letzte Stück wird auch als Barther Strom bezeichnet. Der Fluss ist ein vielfach genutztes Wasserwander- und Anglerrevier.
Das Einzugsgebiet des Flusses hat eine Größe von 292 km².